# Глинчуки
Глинчуки (укр. Глинчуки) — село в Збаражской городской общине Тернопольского района Тернопольской области Украины.
Код КОАТУУ — 6122484803. Население по переписи 2001 года составляло 32 человека.
До 2020 года входило в Збаражский район.

## Географическое положение
Село Глинчуки находится на расстоянии в 1,5 км от сёл Колодное, Новики и Болязубы.

## История
- 1895 год — дата основания.